# Fraunhofer-Glashütte

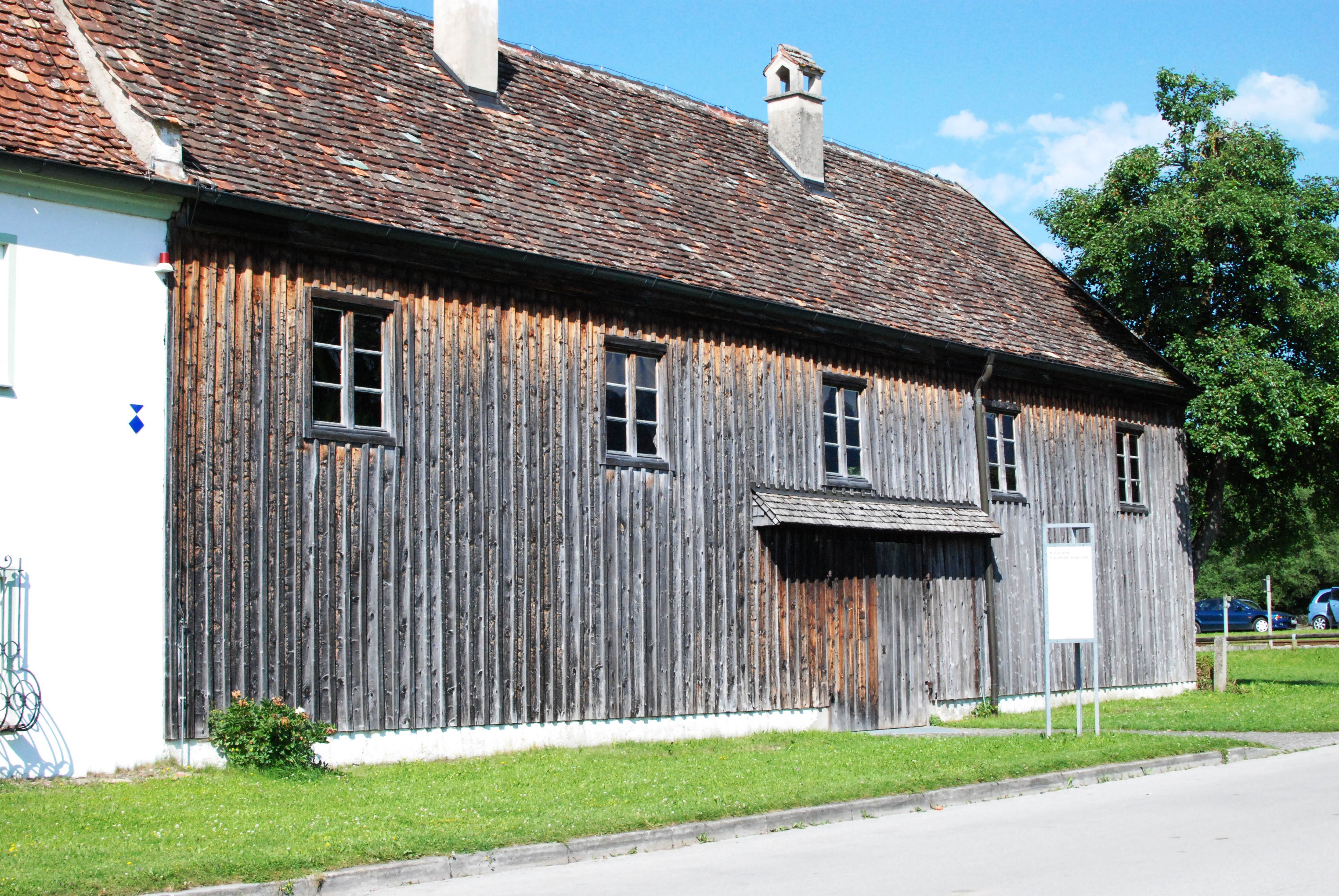
Außenansicht der Fraunhofer-Glashütte

Die ehemalige Fraunhofer-Glashütte in Benediktbeuern war von 1807 bis 1819 das Wirkungsfeld des Optikers Joseph von Fraunhofer. Eine kleine Ausstellung in der originalen Glashütte erinnert an diese Zeit.

## Geschichte
1805 erwarb der Münchner Fabrikant Joseph von Utzschneider die Gebäude des 1803 säkularisierten Klosters Benediktbeuern und richtete dort zwei getrennte Glashütten zur Herstellung von Gebrauchsglas und optischem Glas ein, deren Leitung er Pierre-Louis Guinand übertrug und die als Optisches Institut bekannt wurden. Der Optiker Joseph von Fraunhofer war zwischen 1807 und 1819 dort tätig. Er erhielt 1809 die Leitung für das Glasschleifen und wurde 1811 Leiter des gesamten Betriebes. Guinand verließ daraufhin 1814 den Betrieb und kehrte in die Schweiz zurück. Fraunhofer entwickelte neue Schleifmaschinen und Glassorten für optische Gläser (schlierenfreies Kron- und Flintglas), die die Abbildungsqualität von Linsen entscheidend verbesserten. Ab 1814 waren Fraunhofer und Utzschneider alleinige Teilhaber des selbstständigen Optischen Instituts. Fraunhofer erhielt in Benediktbeuern Besuch von Carl Friedrich Gauß und anderen Wissenschaftlern, aber auch von König Maximilian I. Joseph und Graf Montgelas. Für die Astronomie bedeutsam war Fraunhofers Verbesserung des einige Jahre zuvor in England erfundenen achromatischen Linsenpaares. Anstatt die beiden Linsen durch Verkittung zusammenzufügen, setzte Fraunhofer sie mit einem Luftspalt hintereinander. Dies brachte zusätzliche Freiheitsgrade zur Korrektur von optischen Abbildungsfehlern. „Fraunhofer-Achromaten“ werden auch heute noch in der Amateurastronomie verwendet.
1819 wurde das Optische Institut nach München verlegt, weil Utzschneider aus Geldnot den Benediktbeurer Gebäudekomplex an das Königreich Bayern verkaufte und nur die Glashütte behielt. Die Gebrauchsglasproduktion ging zurück und wurde schließlich eingestellt. Deren Hütte wurde 1843 abgerissen. Die Produktion für optisches Glas gewann an Bedeutung und lief bis 1887.
Heute befindet sich in der ehemaligen Arbeitsstätte Fraunhofers ein Museum, das von der Fraunhofer-Gesellschaft unterhalten wird. Die Ausstellung in der historischen Glashütte zeigt zwei große Schmelzöfen mit Rührwerk zur Glasherstellung, Schautafeln, optische Instrumente sowie Werkzeuge zur Glas- und Metallbearbeitung.

## Baubeschreibung
Zweigeschossiger teilweise verschalter Holzbau mit Satteldach, im Kern spätes 17. Jahrhundert, 1843 umgebaut; mit Ausstattung. Das Gebäude steht unter Denkmalschutz (D-1-73-113-24).